# Idiodes stictopleura
Idiodes stictopleura là một loài bướm đêm trong họ Geometridae.